# Outremer

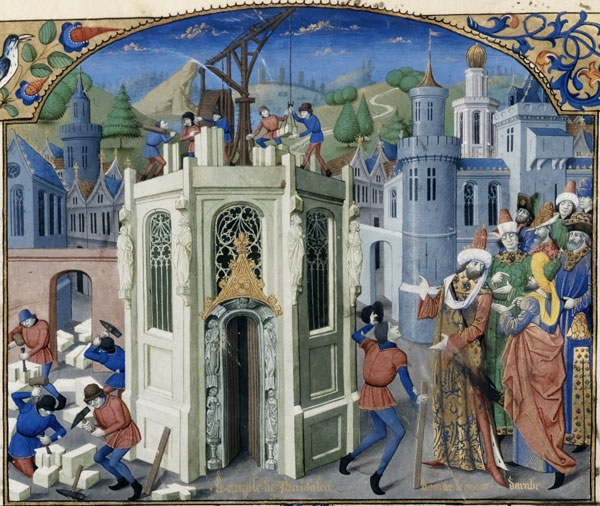
Ilustración de la traducción al francés medieval de la obra de Guillermo de Tiro, Histoire d'Outremer

Outremer, en francés "ultramar", fue el nombre genérico dado a los Estados cruzados establecidos después de la Primera Cruzada: el Condado de Edesa, el Principado de Antioquía, el Condado de Trípoli y, sobre todo, el Reino de Jerusalén. El nombre se usaba como equivalente a Tierra Santa, Levante, Siria o Palestina, e incluía territorios que en la actualidad forman parte de Israel, los Territorios Palestinos, Jordania y el Líbano.
- Datos: Q506593